# Premio Lluís Guarner
El Premio Lluís Guarner (en valenciano: Premi Lluís Guarner) es un premio cultural español concedido por el Patronato Lluís Guarner de la Generalidad Valenciana en el ámbito de la creación, la traducción y la divulgación a cualquier autor que mantenga especiales vínculos con la Comunidad Valenciana.
El premio se instituyó tras el fallecimiento del escritor Lluís Guarner cuyo testamento estableció como heredera de sus bienes a la Generalidad Valenciana para que destinará los fondos al «establecimiento de un premio, pensión o beca de finalidad cultural». A tal fin se dispuso en 1989 por orden de la Consejería de Cultura Educación y Ciencia de la Generalidad la formación de un patronato para dar cumplimiento a los fines establecidos en el testamento y reglamentó el procedimiento de gestión para garantizar su adecuado uso.  Al principio el premio tenía un carácter más literario dentro del ámbito de las humanidades, si bien se fue ampliando hasta englobar otras áreas como la divulgación científica.
Se otorgó por vez primera en 1990 y el premiado fue Manuel Alvar López. En 2017 estaba dotado con 15 025 euros y su entrega se lleva a cabo en la Biblioteca Valenciana.

## Galardonados
Relación de premiados:
| - 1990: Manuel Alvar López - 1991: Miquel Batllori Munné - 1992: Domingo Fletcher Valls - 1993: Sociedad Castellonense de Cultura - 1994: Alberto Sánchez Sánchez - 1995: (no convocado) - 1996: Juan José Barcia Goyanes - 1997: José Esteve Forriol - 1998: José Albi Fita] - 1999: Juan Luis Alborg Escarti - 2000: Manuel Valdivia Ureña - 2001: Vicente Soto Iborra - 2002: Ignacio Soldevila Durante - 2003: Vicenç María Rossello Verger - 2004: Víctor Fairén Guillén | - 2005: Ramón Arnau García - 2006: Antonio Mestre Sanchis - 2007: José Luis Aguirre Sirera - 2008: Juan Garcés Queralt - 2009: María Beneyto Cuñat - 2010: Juan José Estellés Ceba - 2011: Colegio Mayor San Juan de Ribera - 2012: Antonio García Vilanova - 2013: Guillermo Carnero Arbat - 2014: María Luz Terrada Ferrandis - 2015: José Luis Peset Reig - 2016: Manuel Costa Talens - 2017: Antonio Ferraz Fayos - 2018: Julia Sevilla Merino - 2019: Carmen Aranegui - 2020: Jesús Conill Sancho - 2021 Josep Piera - 2022 Josep María Jordán Galduf |